# سوزان لانیر
سوزان لانیر-برملت (انگلیسی: Susan Lanier-Bramlett؛ زادهٔ ۱ اوت ۱۹۴۷) که بیشتر با نام سوزان لانیر (انگلیسی: Susan Lanier) شناخته می‌شود، هنرپیشه سینما و تلویزیون و هنرمند آمریکایی است. لانیر در فیلم کالت تپه‌ها چشم دارند (۱۹۷۷) نقش‌آفرینی کرده است.